# Trioceros melleri
Trioceros melleri là một loài thằn lằn trong họ Chamaeleonidae. Loài này được Gray mô tả khoa học đầu tiên năm 1865.

## Hình ảnh

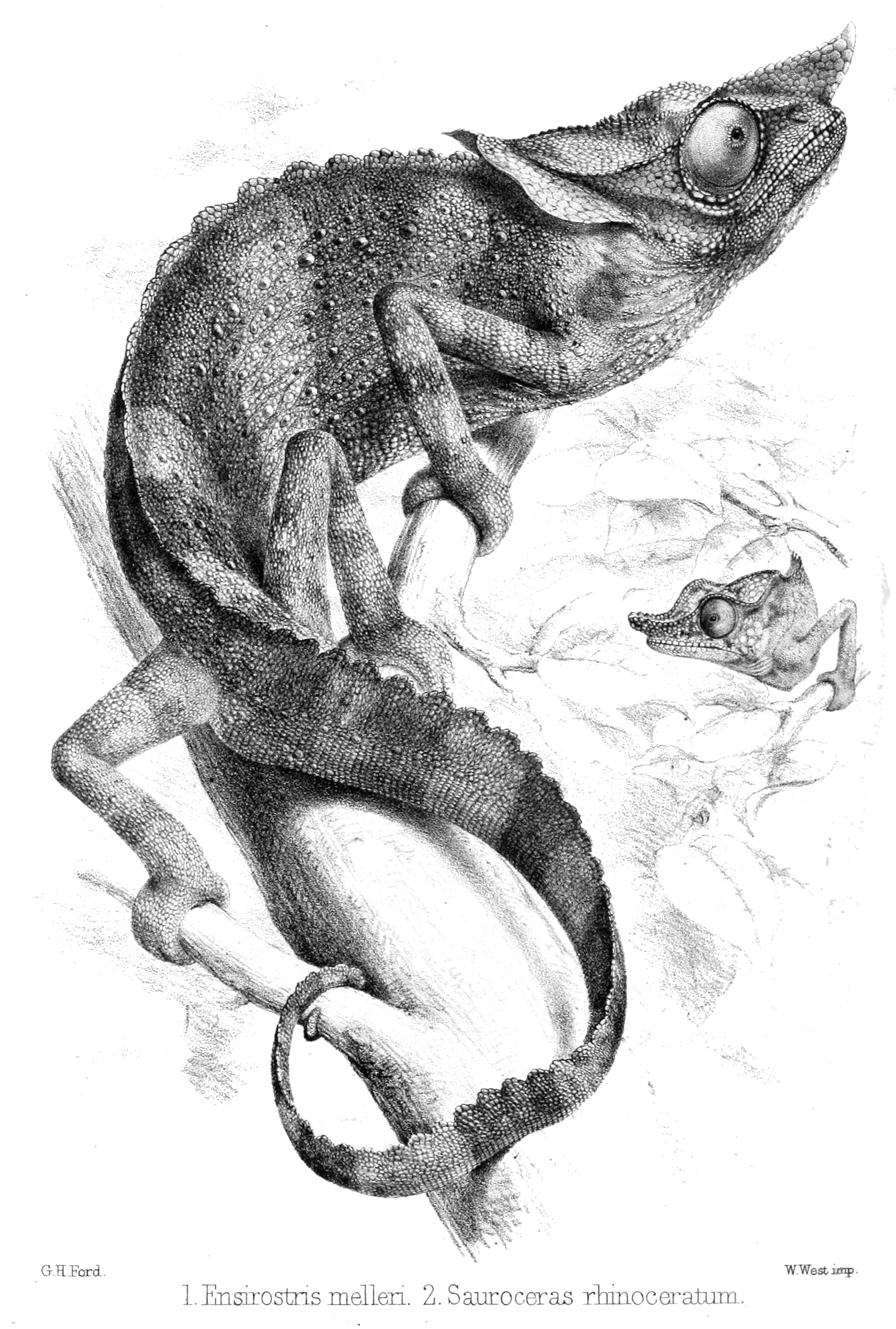
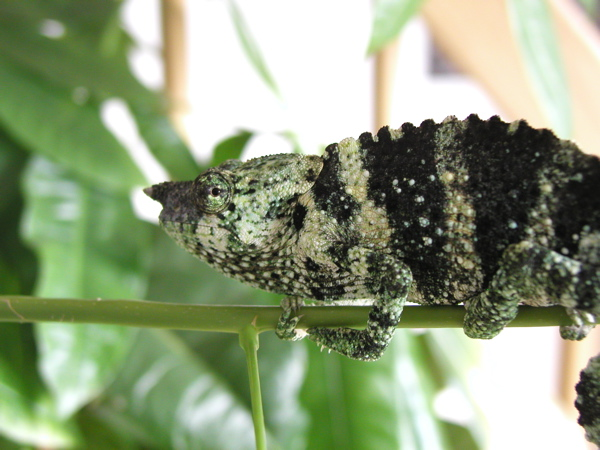
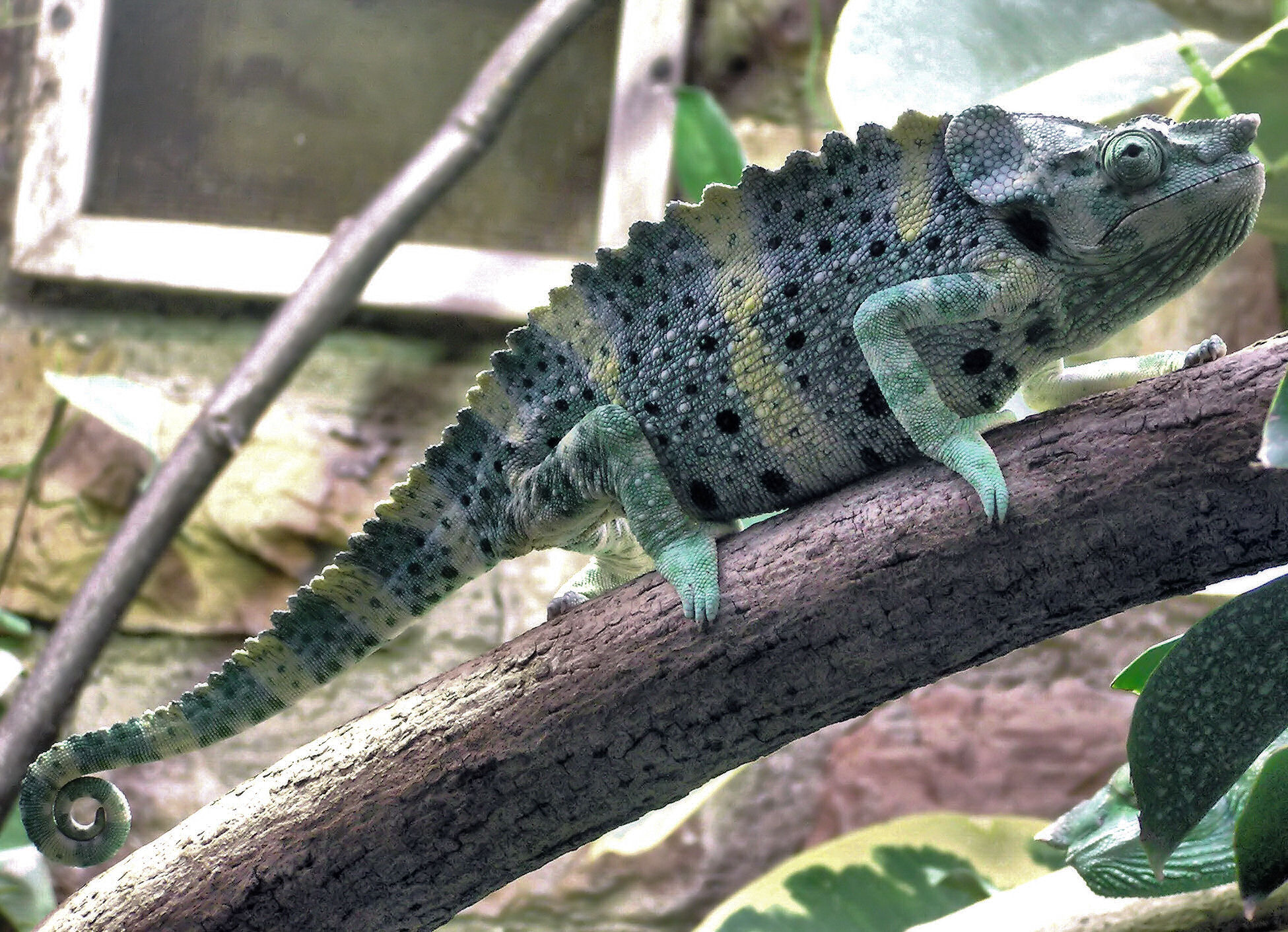